# Eugenia acunae
Eugenia acunae är en myrtenväxtart som beskrevs av Brother Alain. Eugenia acunae ingår i släktet Eugenia och familjen myrtenväxter. Inga underarter finns listade i Catalogue of Life.